# War on Want

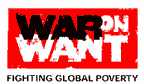
Logo von War on Want

War on Want (deutsch Krieg gegen Not) ist eine Organisation zur freien Wohlfahrtspflege, deren Ziel die Beseitigung der Armut ist. Zu diesem Ziel weist War on Want Regierungen und international tätige Einrichtungen darauf hin, was die von Armut gekennzeichneten Regionen der Welt benötigen. Zudem versucht War on Want die Öffentlichkeit für die Probleme von Entwicklungsländern zu sensibilisieren sowie in diesen tätige Organisationen zu unterstützen. 
Der Slogan von War on Want lautet poverty is political („Armut ist politisch (begründet)“). Entsprechend nimmt War on Want die Ursachen von Armut in den Blick und fokussiert nicht bloß deren Folgen. Nach der Auffassung von War on Want sollen Menschen dazu in die Lage versetzt werden, ihre Probleme selbst zu lösen. 
Sitz der Organisation ist London. Die Zahl der Mitarbeiter beträgt derzeit 20. Gegründet wurde War on Want im Februar 1951, die Basis der Gründung war ein Brief des Humanisten Victor Gollancz, in dem er zum Ende von Militarismus und Armut auf der Welt aufrief.

## Publikationen (Auswahl)
- Audrey Bronstein: The triple struggle: Latin American peasant women. 1982, OCLC 18052244.
- James Firebrace & Stuart Holland: Never kneel down: drought, development, and liberation in Eritrea. 1984, OCLC 12549555.
- Jane Deighton: Sweet ramparts: women in revolutionary Nicaragua. 1983, OCLC 10063209.
- James Putzel & John Cunnington: Gaining ground: agrarian reform in the Philippines. 1989, OCLC 29390402.
- Andrew Chetley: The baby killer scandal: a War on Want investigation into the promotion and sale of powdered baby milks in the third world. 1979, OCLC 7016873.
- Mike Muller: Tobacco and the Third World: tomorrow's epidemic? : a War on Want investigation into the production, promotion, and use of tobacco in the developing countries. 1978, OCLC 5029401.